# Христо М. Данов (историк)
Вижте пояснителната страница за други личности с името Христо Данов.
Христо Милушев Данов е виден български историк на древността и траколог. Данов има с важни приноси в античната история на Балканите и по-специално – в историята на древна Тракия и гръцката колонизация на черноморското крайбрежие.

## Биография
Произхожда от рода на видния книгоиздател Христо Г. Данов. Роден в Пловдив, където учи и завършва класическа гимназия (1927). Следва класическа филология и история на Стария свят във Виенския университет, където защитава докторат по философия (1932). Специализира археология в Рим, Флоренция и Неапол (1932), а след това и в Париж (1938). Доброволен асистент в Археологическия музей в Пловдив (1931 – 1932), а от 1934 до 1941 г. – асистент и уредник в Античния отдел на Народния археологически музей в София.
През есента на 1944 г. работи като легационен съветник при Министерството на външните работи, а през пролетта-лятото на 1945 – като офицер за свръзки и преводач при командването на Втори украински фронт в Австрия и Виена.
Негова дъщеря е историчката Надя Данова.
Проф. Данова е дарила личния архивен фонд на баща си на Централния държавен архив. Фондът е заведен под № 2102К. 

## Академична дейност
През 1941 г. Христо Данов е избран за частен хоноруван доцент в Софийския университет, редовен доцент от 1942 г., а от 1945 г. – за редовен професор по стара история. Титуляр и ръководител на катедрата по стара и средновековна обща история в Историческия факултет (1960 – 1976). Междувременно, през 1943 – 1944 г. Данов преподава и като доцент в Университета в Скопие.
Автор на многобройни статии в най-реномираните световни справочници по антична история – „Pauly-Wissowa's Realencyclopaedie“ и „Der Kleine Pauly“.
Организитор на I международен конгрес по тракология в София, май 1972, както и на Третия, проведен през 1980 г. във Виена.
Гост-професор в Сорбоната (Париж), както и в университетите в Оксфорд, Рим и Виена (1981 – 1982). Директор на Българския изследователски институт в Австрия (1979 – 1980).
Председател на Софийското нумизматично дружество (1975 – 1980).

## Памет
На професор Христо Данов е наречена улица в квартал „Студентски град“ в София (Карта).

## Награди и отличия
През 1975 г. Данов е удостоен с престижната международна Хердерова награда.
- Орден „Кирил и Методий“ – първа степен
- Заслужил деятел на науката (1977)
- Златен орден за заслуги към Република Австрия
- Златен университетски диплом на Виенския университет

## Избрана библиография
- „Die griechische Inschriften aus Tomis und Kallatis – Sammlung und Beitraege“, докторска дисертация, Виена, 1932, 240 стр.
- „Херодот като извор за историята на Тракия, Македония, Пеония и Западното Черноморие.“ – ГСУ ИФФ, 8 – 106.
- Западният бряг на Черно море през древността, София, 1947, 148 стр.
- Извори за старата история и география на Тракия и Македония, София, 1949 (съавтор)
- Траките и античният свят, София, 1959, 169 стр. (съавтор)
- Древна Тракия. Изследвания върху историята на българските земи, Северна Добруджа, Източна и Егейска Тракия от края на IX до края на III век пр.н.е., София, 1968, 471 стр.
- Данов, Христо и др. Искри от древността.   София, 1973. с. 255.
- Траки. (Исторически очерк), София, 1982, 181 стр.
- История на България. Том I, София, 1979, 471 стр. (съавтор)